# Platostoma calcaratum
Platostoma calcaratum là một loài thực vật có hoa trong họ Hoa môi. Loài này được William Botting Hemsley miêu tả khoa học đầu tiên năm 1844 dưới danh pháp Plectranthus calcaratus. Năm 1997 A. J. Paton chuyển nó sang chi Platostoma.
Loài này là bản địa Trung Quốc (Vân Nam, Quảng Tây) tới Đông Dương. 

## Phân loài
Ngoài phân loài nguyên chủng thì người ta còn công nhận thêm một phân loài là Platostoma calcaratum var. garrettii (Craib) Suddee, 2005.